# Incapacità
Sono reputati incapaci quei soggetti che non possiedono i requisiti previsti dalla legge per la capacità di agire; i soggetti incapaci non sono in grado di curare i propri interessi ma necessitano di un terzo che li tuteli.

## Vari tipi di incapacità
Si distinguono tre tipi di incapacità:
- Incapacità assoluta. In questa categoria vengono racchiusi i minorenni; dopo il compimento del diciottesimo anno di età, sono incapaci di agire gli interdetti legali (i condannati all'ergastolo o alla reclusione non inferiore ai cinque anni per delitto non colposo) e gli interdetti giudiziali (coloro che si trovano in condizioni di infermità mentale stabile). Questi soggetti non possono compiere atti giuridici, né di ordinaria né di straordinaria amministrazione; viene affidata a loro la figura di un tutore, che li sostituisce come rappresentante legale.
- Incapacità relativa. In questa categoria sono inseriti i minorenni emancipati (coloro che hanno contratto matrimonio raggiunti i sedici anni di età nei termini disposti dalla legge) e gli inabilitati (i ciechi, i sordi dalla nascita o dalla prima infanzia, coloro che sono affetti da disturbi mentali non gravi, i tossicodipendenti, gli alcolisti e, infine, i prodighi). Tutti questi possono compiere atti di ordinaria amministrazione (come acquisti di vario genere) ma non atti di straordinaria amministrazione (come redigere un testamento), per i quali devono essere assistiti da una figura preposta, il curatore. I beneficiari di amministrazione di sostegno sono ritenuti incapaci di agire, ma solamente per gli atti indicati nel decreto di nomina dell'amministratore.
- Incapacità naturale. Questi soggetti non possiedono la capacità di agire solo in determinati momenti, per un tempo limitato, poiché anziani, o sotto effetto di stupefacenti e di alcolici, o perché si trovano in stato di ipnosi. In questo caso la legge tutela il soggetto consentendogli l'annullamento di qualsiasi atto, a condizione che si possa provare la temporanea incapacità e il pregiudizio subito dall'incapace naturale. Il legislatore ha voluto contemperare la protezione dell'incapace con la tutela delle persone che hanno contrattato con la persona incapace, in applicazione del principio di tutela dell'affidamento. L'art. 428 del Codice civile italiano distingue due ipotesi:
  - al primo comma, prescrive che per l'annullamento degli atti unilaterali occorre, oltre all'incapacità di intendere e volere, un grave pregiudizio in danno dell'incapace;
  - al secondo comma, per l'annullamento dei contratti, richiede oltre all'incapacità di intendere e volere, anche la malafede dell'altro contraente (la giurisprudenza a volte richiede cumulativamente anche il pregiudizio dell'incapace, anche se la legge non lo menziona esplicitamente, perché la sola prova della malafede non implica l'esistenza di un pregiudizio). La malafede implica solo l'intento di approfittare della situazione di incapacità altrui per trarne vantaggio nella contrattazione.